# Lista światowego dziedzictwa UNESCO w Wybrzeżu Kości Słoniowej
Lista światowego dziedzictwa UNESCO w Wybrzeżu Kości Słoniowej – lista miejsc w Wybrzeżu Kości Słoniowej wpisanych na listę światowego dziedzictwa UNESCO, ustanowionej na mocy Konwencji w sprawie ochrony światowego dziedzictwa kulturowego i naturalnego, przyjętej przez UNESCO na 17. sesji w Paryżu 16 listopada 1972 i ratyfikowanej przez Wybrzeże Kości Słoniowej 9 stycznia 1981 roku.
Obecnie (stan w 2021 roku) na liście znajduje się pięć obiektów: dwa dziedzictwa kulturowego i trzy o charakterze przyrodniczym.
Na iworyjskiej liście informacyjnej UNESCO – liście obiektów, które Wybrzeże Kości Słoniowej zamierza rozpatrzyć do zgłoszenia do wpisu na listę światowego dziedzictwa, znajdują się dwa obiekty (stan w roku 2021).

## Obiekty na liście światowego dziedzictwa UNESCO
Poniższa tabela przedstawia iworyjskie obiekty na liście światowego dziedzictwa UNESCO:
Nr ref. – numer referencyjny UNESCO;
Obiekt – polskie tłumaczenie nazwy wpisu na liście za Polskim Komitetem ds. UNESCO wraz z jej angielskim oryginałem;
Położenie – dystrykt; współrzędne geograficzne;
Typ – klasyfikacja według Komitetu Światowego Dziedzictwa:
- kulturowe (K),
- przyrodnicze (P),
- kulturowo–przyrodnicze (K,P);

Rok wpisu – roku wpisu na listę;
Opis – krótki opis obiektu wraz z informacjami o jego zagrożeniu.
     † zagrożone
| Nr ref. | Obiekt | Zdjęcie | Położenie                                                      | Typ         | Rok       | Opis |
| ------- | --- | ------- | -------------------------------------------------------------- | ----------- | --------- | --- |
| 155     | Rezerwat przyrody okolic gór Nimba Mount Nimba Strict Nature Reserve                                            |         | Montagnes 7°36′11″N 8°23′28″W/7,603056 -8,391111               | P (ix)(x)   | 1981 1982 | Góry Nimba leżą na granicy Gwinei, Liberii i Wybrzeża Kości Słoniowej. Ich zbocza porasta gęsty las, który zamieszkują m.in. szympanse. Wpis razem z Gwineą. Od 1992 roku na liście światowego dziedzictwa w zagrożeniu.                                                           |
| 195     | Park Narodowy w Tai Taï National Park                                                                           |         | Bas-Sassandra Montagnes 5°45′00″N 7°07′00″W/5,750000 -7,116667 | P (vii)(x)  | 1982      | Park obejmuje ochroną jeden z ostatnich pierwotnych lasów równikowych w Afryce Zachodniej. Występują tu m.in. hipopotamy karłowate i jedenaście gatunków małp. |
| 227     | Park Narodowy Komoé Comoé National Park                                                                         |         | Zanzan Savanes 9°09′49″N 3°46′21″W/9,163611 -3,772500          | P (ix)(x)   | 1983      | Jeden z największych obszarów chronionych w Afryce Zachodniej wyróżniający się wyjątkową bioróżnorodnością flory – występują tu m.in. sawanny krzewiaste i skupiska gęstego lasu wilgotnego.                                                                                       |
| 1322    | Historyczne miasto Grand-Bassam Historic Town of Grand-Bassam                                                   |         | Comoé 5°11′00″N 3°45′00″W/5,183333 -3,750000                   | K (iii)(iv) | 2012      | Pierwsza stolicą Wybrzeża Kości Słoniowej – przykład miasta kolonialnego z przełomu XIX i XX w., z wyspecjalizowanymi dzielnicami i budownictwem mieszkaniowym dla Europejczyków i dla Afrykańczyków. Wpis obejmuje wioskę rybacką – N’zima oraz obiekty architektury kolonialnej. |
| 1648    | Meczety w stylu sudańskim w północnym Wybrzeżu Kości Słoniowej Sudanese style mosques in northern Côte d’Ivoire |         | 10°29′00″N 6°24′00″W/10,483333 -6,400000                       | K (ii)(iv)  | 2021      | |

## Obiekty na iworyjskiej Liście Informacyjnej UNESCO
Poniższa tabela przedstawia obiekty na iworyjskiej Liście Informacyjnej UNESCO:
Nr ref. – numer referencyjny UNESCO;
Obiekt – polskie tłumaczenie nazwy wpisu wraz z jej oryginałem na iworyjskiej  Liście Informacyjnej;
Położenie – dystrykt; współrzędne geograficzne;
Typ – klasyfikacja według zgłoszenia:
- kulturowe (K),
- przyrodnicze (P),
- kulturowo–przyrodnicze (K,P);

Rok wpisu – roku wpisu na Listę Informacyjną;
Opis – krótki opis obiektu wraz z informacjami o jego zagrożeniu.
| Nr ref. | Obiekt                                                        | Zdjęcie | Położenie                                      | Typ                | Rok  | Opis |
| ------- | ------------------------------------------------------------- | ------- | ---------------------------------------------- | ------------------ | ---- | ---- |
| 2099    | Parc national des îles Ehotilé Parc national des Iles Ehotilé |         | Comoé 5°11′00″N 3°14′00″W/5,183333 -3,233333   | P                  | 2006 |      |
| 5087    | Park archeologiczny d'Ahouakro Parc archéologique d'Ahouakro  |         | Lagunes 6°04′48″N 4°30′00″W/6,080000 -4,500000 | K,P (iii)(vi)(vii) | 2006 |      |